# Пауль Фроммельт
Пауль Фроммельт  (нім. Paul Frommelt, 9 серпня 1957) — ліхтенштейнський гірськолижник, олімпійський медаліст. Син ліхтенштейнського лижника, учасника зимових Олімпійських ігор 1948 року в Санкт-Моріці Крістофа Фроммельта, молодший брат ліхтенштейнського гірськолижника, бронзового призера зимових Олімпійських ігор 1976 року в Інсбруку Віллі Фроммельта.

## Виступи на Олімпіадах
| Олімпіада        | Дисципліна              | Місце  |
| ---------------- | ----------------------- | ------ |
| Інсбрук 1976     | гігантський слалом      | участь |
| Лейк-Плесід 1980 | гігантський слалом      | участь |
| Лейк-Плесід 1980 | слалом                  | участь |
| Сараєво 1984     | слалом                  | участь |
| Калгарі 1988     | слалом                  | 3      |
| Калгарі 1988     | гірськолижна комбінація | 16     |